# (147) Protogènia
Protogeneia és l'asteroide núm. 147 de la sèrie. Fou descobert el 10 de juliol del 1875 a Viena per en Lipót Schulhof (1847-1921), i fou el seu únic descobriment. Fou anomenat per Karl Ludwig von Littrow (1811-1877). És un asteroide gran del cinturó principal, de superfície fosca i probablement de composisició primitiva de carboni. El seu nom es deu a Protogènia, una de les filles del rei Erecteu de la mitologia grega. El 28 de maig del 2002, a Texas, s'informà d'una ocultació d'estrella per part de Protogeneia.